# UFC 233
UFC 233 fue un evento planeado de artes marciales mixtas planeado y reprogramado para ser realizado por el Ultimate Fighting Championship el 26 de enero de 2019 en el Honda Center en Anaheim, California. La promoción anunció inicialmente el 12 de diciembre de 2018 que el evento había sido "pospuesto" y sería reprogramado para una fecha posterior. Sin embargo, el evento finalmente fue cancelado.

## Antecedentes
Inicialmente, la promoción estaba planeando un combate por el Campeonato de Peso Mosca de la UFC entre el actual campeón, Henry Cejudo y T.J. Dillashaw, para encabezar este evento. De tener éxito, Dillashaw se habría convertido en el cuarto luchador en ser campeón en dos divisiones simultáneamente (después de Conor McGregor en UFC 205, Daniel Cormier en UFC 226 y Amanda Nunes en UFC 232). Según las fuentes, se esperaba que la promoción disolviera la división de peso mosca en algún momento de 2019. Sin embargo, el 5 de diciembre, el emparejamiento se trasladó y tuvo lugar una semana antes en UFC Fight Night 143, encabezando el evento inaugural de la promoción en ESPN+. A su vez, los funcionarios de la promoción trataron de organizar un nuevo emparejamiento para anclar el evento.
Sin embargo, la promoción anunció a mediados de diciembre sus planes de posponer el evento después de determinar que no podían organizar un combate titular adecuado. Se espera que todos los combates programados anteriormente para este evento permanezcan intactos y se reprogramen para otros eventos, y que los eventos numerados sigan manteniendo sus títulos originales. Esta fue la cuarta vez, después de UFC 151 en agosto de 2012, UFC 176 en agosto de 2014 y UFC Fight Night: Lamas vs. Penn en octubre de 2016, que la promoción se vio obligada a cancelar un evento debido a la falta de una pelea de alto perfil para llenar un lugar en el evento principal.
Un combate de peso ligero entre James Vick y Paul Felder estaba inicialmente programado para tener lugar en julio de 2018 en UFC Fight Night: dos Santos vs. Ivanov. Sin embargo, Vick fue retirado de ese combate a finales de junio para actuar como reemplazo contra Justin Gaethje en UFC Fight Night: Gaethje vs. Vick y el combate fue desechado. El emparejamiento fue reprogramado para este evento.
Se esperaba que un combate de peso ligero entre Islam Makhachev y Francisco Trinaldo para este evento. Sin embargo, el 11 de noviembre de 2018 se informó que Makhachev se retiró del combate por una razón no revelada y fue sustituido por Alexander Hernandez. A su vez, Hernandez fue retirado de ese combate en favor de un combate con Donald Cerrone, una semana antes en UFC Fight Night: Cejudo vs. Dillashaw.
Se esperaba un combate de peso mosca femenino entre Ariane Lipski y Joanne Wood para este evento. Sin embargo, el 2 de diciembre se informó de que el combate había sido reprogramado para el primer evento en ESPN+.
Se esperaba un combate de peso gallo entre Dominick Cruz y John Lineker para este evento. Sin embargo, el 11 de diciembre, se anunció que Cruz sufrió una lesión en el hombro y se retiró del evento. Como resultado de la cancelación de UFC 233, se esperaba que se enfrentara a Cory Sandhagen en UFC Fight Night: Cejudo vs. Dillashaw.